# Banda senza legge
Banda senza legge (The Annihilators) è un film statunitense del 1985 diretto da Charles E. Seliers Jr..

## Trama
L'ex tenente della Marina ritornato dal Vietnam Hawkins, scopre che la sua città è governata da alcune bande di strada senza legge. Così chiama i suoi compagni di guerra e escogita un piano per sbarazzarsi della banda.